# Norrpada
Norrpada, även Norrpada skärgård, är en obebodd ögrupp bestående av ett 30-tal öar som, till delar, är ett naturreservat inom Stockholms norra skärgård. Den är belägen cirka sex kilometer, eller tre distansminuter, nordost om Rödlöga och ligger inom Rådmansö socken och Norrtälje kommun. Ögruppen ägs till knappt hälften av Skärgårdsstiftelsen i Stockholms län.

## Natur
Karaktäristiskt för Norrpadaskärgården är de höga bevuxna bergknallarna som omges av en nästan exotiskt frodig lövskogsvegetation av al, ask och asp. Under sommaren blommar karaktärsväxter som storrams och ramslök. Norrpada har också ett för skärgården unikt idegransbestånd.
Sedan 1975 finns ett naturreservat i Norrpada skärgård som omfattar Skärgårdsstiftelsens ägor: Stora Kålskär (del av), Mellan-Kålskär, Stenören, Kummelkobb, Skinnaskär, Idskär, Hallskär, Gummaskär och en flik av den största ön Alkobben.

## Pelarorden
Norrpada är ordenssällskapet Pelarorden sammanträdesplats i juli vart tredje år. De köpte upp hela ön Storskär 1975 och på dess 20 meter höga nordknuv, det vill säga nordliga bergstopp, har ordenssällskapet rest en plåtflöjel. Privata företag erbjuder dagsturer till ögruppen från bland annat Gräddö på Rådmansö.